# Maxime Camara
Maxime Camara   (Conakry, 4 de febrer de 1945 - Rabat, 29 de març de 2016) fou un futbolista guineà de la dècada de 1960.
Fou internacional amb la selecció de futbol de Guinea.
Pel que fa a clubs, destacà a Hafia.